# Hartland (Minnesota)
Pour les articles homonymes, voir Hartland.
Hartland est une ville du comté de Freeborn, dans le Minnesota, aux États-Unis.